# Hainburg (Allemagne)
Pour les articles homonymes, voir Hainburg.
Hainburg est une municipalité allemande située sur le Main à environ 15 km à l'est de Francfort-sur-le-Main, dans le land de la Hesse et l'arrondissement d'Offenbach. La ville compte 14 000 habitants environ.

## Histoire
Créée en 1977 à la suite de la fusion des communes de Hainstadt et Klein-Krozenburg, la première mention de Hainstadt remonte au IXe siècle mais son origine est certainement plus ancienne puisqu'il y aurait eu des tuileries du temps des Romains, dont le symbole (3 tuiles) figure dans les armes de la ville.

## Source
- (de) Cet article est partiellement ou en totalité issu de l’article de Wikipédia en allemand intitulé « Hainburg » (voir la liste des auteurs).